# Cordia monoica
Cordia monoica är en strävbladig växtart som beskrevs av William Roxburgh. Cordia monoica ingår i släktet Cordia, och familjen strävbladiga växter. Inga underarter finns listade i Catalogue of Life.